# Trałowce typu Locotenent Remus Lepri
Trałowce typu Locotenent Remus Lepri (w kodzie NATO Musca) – seria czterech trałowców morskich marynarki wojennej Rumunii, zbudowanych w Rumunii w latach 80. XX wieku i pozostających w służbie na początku XXI wieku.

## Historia
Rządzący Rumuńską Republiką Ludową komunistyczny dyktator Nicolae Ceaușescu dążył do możliwie dużej samodzielności kraju w ramach bloku wschodniego, co przejawiało się w uruchomieniu w latach 70. XX wieku programu budowy okrętów własnych projektów zamiast kupowania ich od ZSRR. W braku doświadczenia powstające w ten sposób okręty były jednak mało nowoczesne. Wyposażane były przy tym w radzieckie przestarzałe systemy uzbrojenia i elektroniki, z braku możliwości opracowania ich samemu ani uzyskania z innych państw. Dopiero w latach 80. Rumunia przystąpiła jednak do zastąpienia posiadanych starych trałowców, pochodzących z lat 50. XX wieku, przez nowe okręty własnej konstrukcji. Budowano je w stoczni 2 Maja (Şantierul 2 Mai) w Mangalii. Powstały w ten sposób cztery okręty typu nazwanego później Locotenent Remus Lepri, znanego powszechnie za granicą pod nazwą kodową NATO jako typ Musca. Początkowo nosiły jedynie oznaczenia alfanumeryczne zaczynając od DM24, a w sierpniu 1991 roku, po obaleniu rządów komunistycznych, nadano im nazwy na cześć oficerów marynarki Rumunii. Prototypowy okręt DM24 otrzymał nazwę „Locotenent Remus Lepri”, dając nazwę typowi.

## Okręty
| Nazwa okrętu                          | Nr burtowy | Położenie stępki | Wodowanie       | Wejście do służby |
| ------------------------------------- | ---------- | ---------------- | --------------- | ----------------- |
| DM24 → Locotenent Remus Lepri         | 24         | bd.              | 30 maja 1986    | 1 lipca 1986      |
| DM25 → Locotenent Lupu Dinescu        | 25         | bd.              | 1988            | 6 stycznia 1989   |
| DM29 → Locotenent Dimitrie Nicolescu  | 29         | bd.              | 27 grudnia 1988 | 3 czerwca 1989    |
| DM30 → Sublocotenent Alexandru Axente | 30         | bd.              | 2 grudnia 1989  | 10 grudnia 1989   |

## Dane taktyczno-techniczne

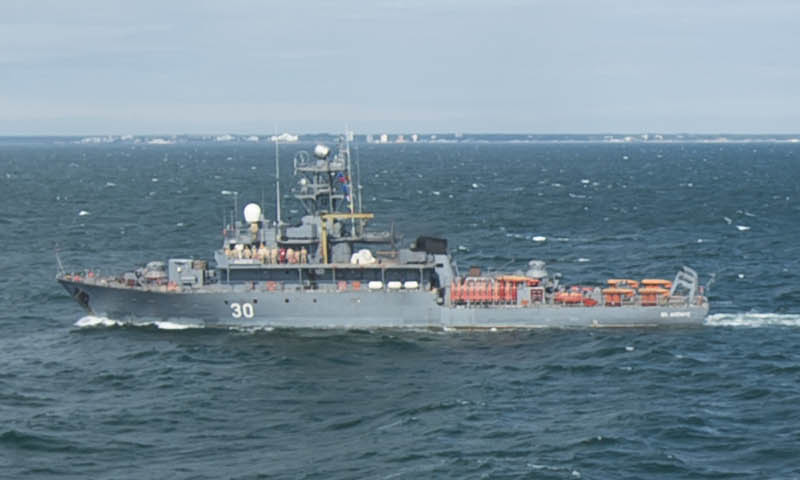
„Sublocotenent Alexandru Axente”

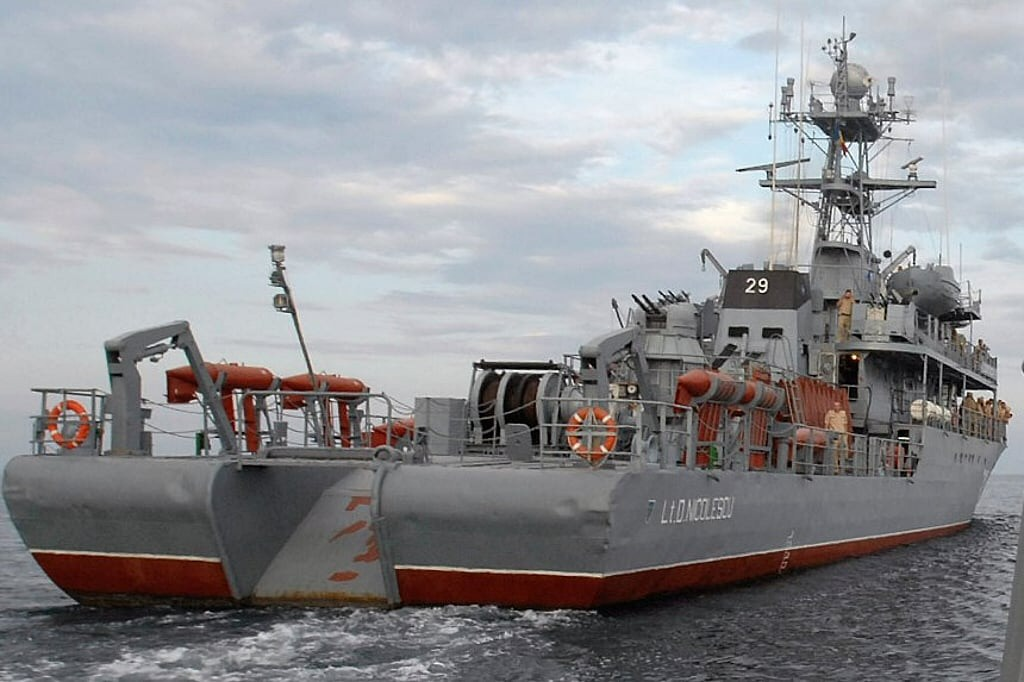
„Locotenent Dimitrie Nicolescu” od rufy, w 2011

Okręty mają stalowy kadłub. Podwyższony pokład dziobowy o niewielkim wzniosie na dziobie rozciąga się na ok. 2/3 długości kadłuba.  „Locotenent Lupu Dinescu” różni się wydłużonym pokładem dziobowym na ok. 4/5 długości. Dziobnica jest silnie wychylona, a rufa jest pawężowa. Na śródokręciu znajduje się dwukondygnacyjna nadbudówka z oszklonym zakrytym pomostem dowodzenia i pojedynczym masztem kratownicowym na dachu. Pojedynczy komin znajdował się na końcu nadbudówki. Na pokładzie dziobowym oraz na końcu śródokręcia – na skraju wydłużonego pokładu dziobowego, znajdują się umieszczone na podwyższonych barbetach wieżyczki działek AK-230. Pokład rufowy przeznaczony był na wyposażenie trałowe.
Wyporność standardowa okrętów wynosiła 660 ton, a pełna 790 ton. Długość wynosi 60,8 m, szerokość 9,54 m, a zanurzenie 2,8 m. Załogę stanowiło 79 ludzi, w tym 7 oficerów. Spotykana jest w publikacjach także załoga 60 osób.
Siłownię stanowiły dwa silniki wysokoprężne V12 produkcji ALCO o mocy łącznej 4800 KM. Napędzały one dwie śruby o stałym skoku. Prędkość maksymalna wynosiła 17 węzłów. Zasięg przy prędkości ekonomicznej 10 w wynosił 1500 mil morskich. Energię elektryczną wytwarzały trzy generatory prądu przemiennego z silnikami wysokoprężnymi MB 836.
Uzbrojenie obronne stanowiły cztery radzieckie automatyczne armaty przeciwlotnicze kalibru 30 mm systemu AK-230 w dwóch dwulufowych zamkniętych wieżach na dziobie i rufie, kierowanych radarem Rys’. Uzupełniało je 16 karabinów maszynowych kalibru 14,5 mm w czterech poczwórnie sprężonych stanowiskach MR4N. Podstawy karabinów maszynowych rozmieszczone były na dachu nadbudówki po obu stronach masztu oraz na pokładzie nadbudówki w tylnej jej części po obu stronach komina. Obronę przeciwlotniczą dopełniały dwie czteroprowadnicowe wyrzutnie Fasta-4M samonaprowadzających się na podczerwień pocisków przeciwlotniczych bliskiego zasięgu 9M-32M Strieła-2M, z zapasem 16 pocisków. Umieszczone były w osi podłużnej okrętów, na podeście za dziobową wieżą AK-230 oraz między kominem a rufową wieżą.
Broń przeciw okrętom podwodnym stanowiły dwie pięcioprowadnicowe wyrzutnie rakietowych bomb głębinowych RBU-1200 z zapasem 40 bomb RGB-12. Wystrzeliwują one bomby o masie 34 kg na odległość 1200 m. W źródłach zachodnich donoszono o możliwości przenoszenia przez okręty min morskich, ale nie była ona potwierdzona. 
Okręty posiadały komplet trałów pochodzenia radzieckiego do niszczenia różnych rodzajów min: trał kontaktowy BKT, trał elektromagnetyczny TEM-3 i trał akustyczny AT-3. Były wyposażone w radziecką stację hydrolokacyjną Tamir-11. Oprócz radaru artyleryjskiego MR-104 Rys’ (w kodzie NATO: Drum Tilt) na szczycie masztu, okręty miały radar nawigacyjny Kiwacz-2.

## Służba

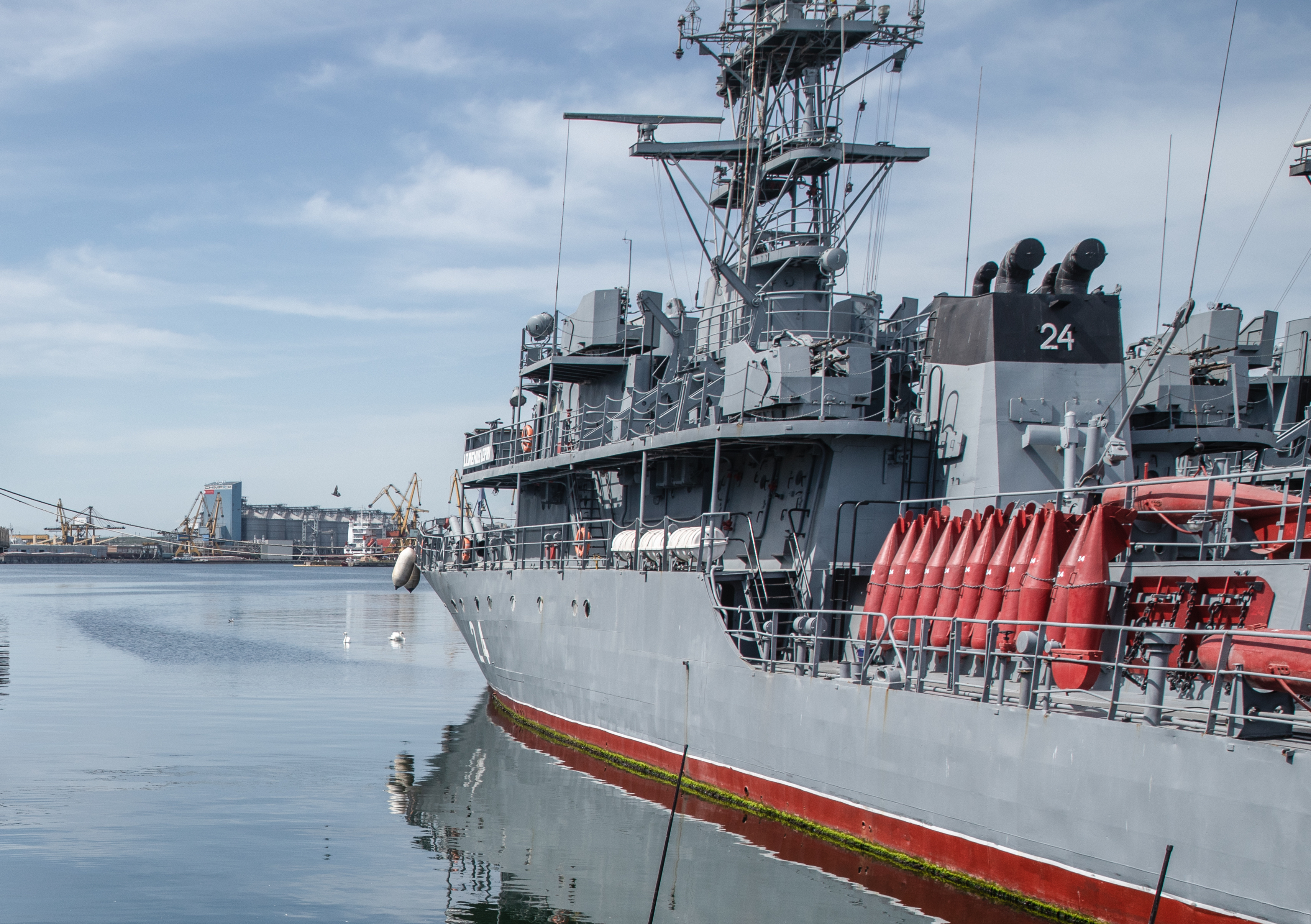
„Locotenent Remus Lepri” w Konstancy, 2022

Prototypowy trałowiec DM24 wszedł do służby w 1986 roku (według innych źródeł w 1987 roku), jeszcze w marynarce Socjalistycznej Republiki Rumunii. Pozostałe trzy dołączyły w 1989 roku, krótko przed obaleniem komunistycznego dyktatora Nicolae Ceaușescu i przemianami politycznymi w Rumunii, prowadzącymi do wprowadzenia demokracji i integracji kraju z Zachodem. W sierpniu 1991 roku okręty otrzymały nazwy na cześć oficerów marynarki Rumunii. Początkowo bazowały w porcie Midia, wchodząc w skład 176. dywizjonu trałowców morskich (Divizionul 176 Dragoare Maritime) . 
Począwszy od 1996 roku trałowce rumuńskie uczestniczyły w międzynarodowych ćwiczeniach na Morzu Czarnym z państwami regionu oraz sojuszu NATO w ramach programu Partnerstwo dla Pokoju, począwszy od ćwiczeń serii Cooperative Partner . 1 maja 2001 roku rozwiązano 176. dywizjon, a trałowce weszły w skład nowo sformowanego 146. dywizjonu okrętów minowo-rozminowujących (Divizionul 146 Nave Minare-Deminare) i  latem 2002 roku przeszły do nowej bazy w Konstancy . W 2002 roku zadeklarowano osiągnięcie w ciągu najbliższych dwóch lat przez „Locotenent Dimitrie Nicolescu” i „Sublocotenent Alexandru Axente” zdolności interoperacyjności ze standardami NATO  . Były pod tym względem oceniane i certyfikowany przez zespoły ewaluacyjny NATO podczas ćwiczeń Cooperative Partner w 2003 i 2004 roku .
Trałowce tego typu brały udział w różnych edycjach ćwiczeń międzynarodowych z serii Cooperative Partner, Rescue Eagle, Blacksea Partnership, Cooperative Engagement, Cooperative Mako, Cooperative Lion, MCM Livex Poseidon, Turkish Minex, Sea Shield, głównie na Morzu Czarnym, ale także na Morzu Śródziemnym . Brały także udział w działaniach ze stałym zespołem przeciwminowym NATO SNMCM-2 .
8 września 2022 roku podczas inwazji Rosji na Ukrainę „Dimitrie Nicolescu” został lekko uszkodzony wybuchem dryfującej miny koło Konstancy, bez ofiar. 1 czerwca 2023 roku „Locotenent Remus Lepri” został wycofany ze służby w 146. dywizjonie i przekazany do szkolenia .